# Liste der ISS-Module
Dies ist die Liste der Module der Internationalen Raumstation (ISS). Sie enthält alle bereits installierten und die aktuell geplanten wesentlichen Bestandteile der ISS, geordnet nach dem Zeitpunkt ihres Starts. Neben einer kurzen Beschreibung des Moduls enthält die Tabelle auch Angaben zum verwendeten Raumschiff und die wichtigsten Maße. 
|       | Modul                                                                                        | Beschreibung                                                          | Flug              | Datum         | Datum         | Länge (m) | Ø (m) | Masse (kg)       |
| Start | Modul                                                                                        | Beschreibung                                                          | Flug              | Abkopplg.     |               | Länge (m) | Ø (m) | Masse (kg)       |
| ----- | -------------------------------------------------------------------------------------------- | --------------------------------------------------------------------- | ----------------- | ------------- | ------------- | --------- | ----- | ---------------- |
|       | Sarja - Functional Cargo Block (FGB)                                                         | Russisches Fracht- und Kontrollmodul                                  | 1A/R – Proton-K   | 20. Nov. 1998 |               | 12,60     | 4,10  | 19.323           |
|       | Unity - Node 1 und Pressurized Mating Adapter (PMA-1 und PMA-2)                              | Verbindungsknoten und Koppelungsadapter                               | 2A – STS-88       | 4. Dez. 1998  |               | 5,49      | 4,57  | 11.612           |
|       | Swesda                                                                                       | Wohnmodul und Servicemodul                                            | 1R – Proton-K     | 12. Juli 2000 |               | 13,10     | 4,15  | 19.050           |
|       | Z1 - Integrated Truss Zenit 1 und PMA-3                                                      | Gitterstruktur und Koppelungsadapter                                  | 3A – STS-92       | 11. Okt. 2000 |               | 4,90      | 4,20  | 8.755            |
|       | P6 - Integrated Truss Portside 6                                                             | Gitterstruktur, Solarmodul und Radiator                               | 4A – STS-97       | 30. Nov. 2000 |               | 73,20     | 10,70 | 15.900           |
|       | Destiny                                                                                      | Labormodul der USA                                                    | 5A – STS-98       | 7. Feb. 2001  |               | 8,53      | 4,27  | 14.515           |
|       | External Stowage Platform 1 (ESP-1)                                                          | Stauplattform für Ersatzteile                                         | 5A.1 – STS-102    | 8. März 2001  |               | –         | –     |                  |
|       | Canadarm2                                                                                    | Kanadischer Robotergreifarm                                           | 6A – STS-100      | 19. Apr. 2001 |               | 17,60     | 0,35  | 4.899            |
|       | Quest - Joint Airlock                                                                        | Luftschleuse                                                          | 7A – STS-104      | 12. Juli 2001 |               | 5,50      | 4,00  | 6.064            |
|       | Pirs - Docking Compartment 1                                                                 | Andockmodul und Luftschleuse                                          | 4R – Sojus-U      | 14. Sep. 2001 | 26. Juli 2021 | 4,05      | 2,55  | 3.676            |
|       | S0 - Integrated Truss Starboard 0                                                            | Gitterstruktur                                                        | 8A – STS-110      | 8. Apr. 2002  |               | 13,40     | 4,60  | 13.970           |
|       | S1 - Integrated Truss Starboard 1                                                            | Gitterstruktur                                                        | 9A – STS-112      | 7. Okt. 2002  |               | 13,70     | 3,90  | 12.598           |
|       | P1 - Integrated Truss Portside 1                                                             | Gitterstruktur                                                        | 11A – STS-113     | 23. Nov. 2002 |               | 13,70     | 3,90  | 12.598           |
|       | External Stowage Platform 2 (ESP-2)                                                          | Stauplattform für Ersatzteile                                         | LF1 – STS-114     | 26. Juli 2005 |               | 3,65      | 4,90  | 2.676 (leer)     |
|       | P3/P4 - Integrated Truss Portside 3/4                                                        | Gitterstruktur, Solarmodul und Radiator                               | 12A – STS-115     | 9. Sep. 2006  |               | 13,81     | 4,88  | 15.823           |
|       | P5 - Integrated Truss Portside 5                                                             | Gitterstruktur                                                        | 12A.1 – STS-116   | 10. Dez. 2006 |               | 13,70     | 3,90  | 12.598           |
|       | S3/S4 - Integrated Truss Starboard 3/4                                                       | Gitterstruktur, Solarmodul und Radiator                               | 13A – STS-117     | 8. Juni 2007  |               | 13,66     | 4,96  | 16.183           |
|       | S5 - Integrated Truss Starboard 5 und ESP-3                                                  | Gitterstruktur                                                        | 13A.1 – STS-118   | 8. Aug. 2007  |               | 13,70     | 3,90  | 12.598           |
|       | Harmony - Node 2                                                                             | Verbindungsknoten                                                     | 10A – STS-120     | 23. Okt. 2007 |               | 6,71      | 4,48  | 14.300           |
|       | Columbus-Raumlabor                                                                           | Europäisches Labormodul                                               | 1E – STS-122      | 7. Feb. 2008  |               | 6,87      | 4,49  | 19.300           |
|       | Kibō - Experiment Logistics Module (ELM) und Canada Hand                                     | Teil des japanischen Labormoduls und zweiarmiger, kanadischer Roboter | 1J/A – STS-123    | 11. März 2008 |               | 3,90      | 4,40  | 4.200            |
|       | Kibō - Pressurized Module (PM)                                                               | Teil des japanischen Labormoduls                                      | 1J – STS-124      | 31. Mai 2008  |               | 11,20     | 4,40  | 15.900           |
|       | S6 - Integrated Truss Starboard 6                                                            | Gitterstruktur, Solarmodul und Radiator                               | 15A – STS-119     | 15. März 2009 |               | 73,20     | 10,70 | 14.088           |
|       | Kibō - Exposed Facility (EF)                                                                 | äußerer Teil des japanischen Labormoduls                              | 2J/A – STS-127    | 15. Juli 2009 |               | –         | –     |                  |
|       | Poisk - Mini-Research Module 2                                                               | Russisches Dockingmodul                                               | 5R – Sojus-U      | 10. Nov. 2009 |               | 4,60      | 2,30  | 3.700            |
|       | ExPRESS Logistics Carrier (ELC) 1, 2                                                         | Externe Logistikplattformen                                           | ULF3 – STS-129    | 16. Nov. 2009 |               | –         | –     |                  |
|       | Tranquility - Node 3                                                                         | Verbindungsknoten der USA (gefertigt in Europa)                       | 20A – STS-130     | 8. Feb. 2010  |               | 6,70      | 4,48  | 15.500           |
|       | Cupola                                                                                       | Aussichtsmodul der USA (gefertigt in Europa)                          | 20A – STS-130     | 8. Feb. 2010  |               | 1,50      | 2,95  | 1.880            |
|       | Rasswet - Mini-Research Module 1                                                             | Russisches Fracht- und Kopplungsmodul                                 | ULF4 – STS-132    | 14. Mai 2010  |               | 6,00      | 2,35  | 5.075            |
|       | ExPRESS Logistics Carrier (ELC) 4                                                            | Externe Logistikplattform                                             | ULF5 – STS-133    | 24. Feb. 2011 |               | –         | –     |                  |
|       | PMM Leonardo                                                                                 | Permanentes Logistikmodul                                             | ULF5 – STS-133    | 24. Feb. 2011 |               | 6,40      | 4,50  | ca. 4.000 (leer) |
|       | Alpha-Magnet-Spektrometer - ExPRESS Logistics Carrier (ELC) 3 und Enhanced ISS Boom Assembly | Weltraumforschungsmodul, externe Logistikplattform und Auslegersystem | ULF6 – STS-134    | 16. Mai 2011  |               | –         | –     |                  |
|       | Bigelow Expandable Activity Module                                                           | Versuchsmodul der Firma Bigelow Aerospace                             | CRS-8 – Falcon 9  | 8. Apr. 2016  |               | 4,00      | 3,20  | 1.360            |
|       | International Docking Adapter 2 (IDA-2)                                                      | Raumschiff-Kopplungsadapter                                           | CRS-9 – Falcon 9  | 18. Juli 2016 |               |           |       | 467              |
|       | NICER                                                                                        | Röntgenteleskop zur Erfassung von Spektraldaten von Neutronensternen  | CRS-11 – Falcon 9 | 3. Juni 2017  |               |           |       | 372              |
|       | International Docking Adapter 3 (IDA-3)                                                      | Raumschiff-Kopplungsadapter                                           | CRS-18 – Falcon 9 | 25. Juli 2019 |               |           |       | ca. 500          |
|       | Bartolomeo                                                                                   | kommerzielle Außenplattform für Experimente                           | CRS-20 – Falcon 9 | 7. März 2020  |               |           |       | 468              |
|       | Bishop                                                                                       | Druckschleusenmodul zum Aussetzen von Kleinsatelliten                 | CRS-21 – Falcon 9 | 6. Dez. 2020  |               |           |       | 1.090            |
|       | Nauka - Multipurpose Laboratory Module (MLM) und European Robotic Arm (ERA)                  | Russisches Fracht- und Labormodul und europäischer Roboterarm         | 3R – Proton-M     | 21. Juli 2021 |               | 13,00     | 4,10  | 20.257           |
|       | Pritschal                                                                                    | Russisches Knotenmodul                                                | 6R – Sojus-2.1b   | 24. Nov. 2021 |               | 4.91      | 2.55  | 3.580            |